# Adolf von Achenbach
Adolf „Ado“ Heinrich August von Achenbach (* 11. Mai 1866 in Berlin; † 19. August 1951 in Saltsjöbaden, Stockholms län, Schweden) war ein deutscher Verwaltungsjurist, Kommunalpolitiker und Verbandsfunktionär. Er war von 1908 bis 1931 Landrat des preußischen Kreises Teltow und von 1922 bis 1933 der erste Vorsitzende des Deutschen Landkreistages.

## Leben
Adolf Heinrich August war Sohn von Heinrich von Achenbach, einem Ministerialrat in der Bergabteilung des preußischen Handelsministeriums und späteren Handelsminister, und dessen Frau Marina, geborene Rollmann (1832–1889). Sein älterer Bruder, der wie der Vater Heinrich hieß, war ebenfalls preußischer Beamter (in der Provinz Hessen-Nassau, später im Kultusministerium). Der Clausthaler Berghauptmann Adolf Achenbach war sein Onkel.
Er besuchte das Wilhelmgymnasium in Potsdam, dann das Gymnasium in Danzig und das Viktoria-Gymnasium wieder in Potsdam. Von Achenbach nahm 1888 ein Jurastudium an der Fakultät der Christian-Albrechts-Universität Kiel auf, wechselte aber noch im selben Jahr an die Friedrich-Wilhelms-Universität zu Berlin. Im selben Jahr erhielt der Vater durch Friedrich III. die erbliche Nobilitierung, sodass die gesamte Familie seither das Adelsprädikat „von“ führte. Am 6. Juni 1889 verstarb die Mutter in Potsdam. Am 8. Juli 1892 legte Achenbach das juristische Examen ab und wurde am 16. Juli zum Gerichtsreferendar ernannt. Er arbeitete am Amtsgericht Rixdorf und am Landgericht II von Berlin. Am 16. November 1892 promovierte er an der Universität Leipzig zum Dr. jur.
Von 1892 bis 1893 diente Achenbach im Garde-Kürassier-Regiment. Am 13. September 1894 wurde er zum Sekondeleutnant der Reserve, am 23. September zum Regierungsreferendar ernannt. Er arbeitete bei der Regierung in Potsdam, vertrat kommissarisch den Bürgermeister in Nauen und den Landrat des Kreises Osthavelland. Mit Bestehen der Staatsprüfung am 25. Februar 1899 wurde er Regierungsassessor. Im selben Jahr starb sein Vater. In der Folgezeit arbeitete Achenbach in der Ministerial-Militär- und Baukommission in Berlin. Vom 1. Oktober 1899 bis zum 31. Januar 1908 arbeitete er im Landratsamt des Kreises Teltow. Am 24. Februar 1900 heiratete er Laurita von Bary. Am 14. April 1906 wurde er zum Regierungsrat ernannt.
Am 8. Januar 1908 beauftragte die preußische Regierung Achenbach mit der kommissarischen Verwaltung des Kreises Teltow. Am 23. März erfolgte die offizielle Ernennung zum Landrat. Er trat somit die Nachfolge des Ernst von Stubenrauch an. Der Kreis umfasste damals noch die südlich der Spree gelegenen Vororte Berlins, mit Ausnahme von Charlottenburg, Schöneberg, Rixdorf (dem heutigen Neukölln) und Wilmersdorf, die bereits als separate Stadtkreise ausgegliedert waren. In seiner Amtszeit als Landrat entstanden 26 Chausseen. Um die Schifffahrt auf dem Teltowkanal zu fördern, unterstützte Achenbach die Teltowkanal AG, welche Schiffe für die Kanalschifffahrt entwickelte und baute. Außerdem förderte er die Gasversorgung sowie die Wohlfahrtspflege und veranlasste den Bau eines Krankenhauses. Achenbach trat gegen das Groß-Berlin-Gesetz auf, durch das der Kreis Teltow 1920 zahlreiche Gemeinden im südlichen Berliner Umland (u. a. Köpenick, Steglitz, Lichterfelde, Friedenau, Tempelhof, Treptow) und damit einen Großteil seiner Bevölkerung an Groß-Berlin verlor. Nach Ausbruch des Ersten Weltkrieges war eine der wichtigsten Aufgaben die dauerhafte Versorgung der Bevölkerung mit Lebensmitteln.
Achenbach und der Landrat von Niederbarnim Felix Busch  verfassten 1916 eine Denkschrift an den Innenminister, in der sie die mangelnde Organisation der Kriegswirtschaft kritisierten. Daraufhin wurde am 8. September 1916 der Verband der Preußischen Landkreise gegründet, Busch wurde dessen erster Vorsitzender und Achenbach sein Stellvertreter. Der Verband der Preußischen Landkreise wurde 1922 zum Verband der Deutschen Landkreise (ab 1924 Deutscher Landkreistag) ausgeweitet und Achenbach übernahm dessen Vorsitz. Im Alter von 65 Jahren schied er am 30. September 1931 aus dem Staatsdienst aus. Nach der Machtübernahme der Nationalsozialisten trat er Ende März 1933 auch als Vorsitzender des Landkreistags zurück, wurde aber Ehrenvorsitzender desselben. Im Dezember 1933 wurde der Landkreistag aufgelöst und durch den Deutschen Gemeindetag ersetzt.
In den Folgejahren lebte Achenbach in Potsdam-Babelsberg und wurde später u. a. Mitglied des Aufsichtsrates der Deutschen Revisions- und Treuhand AG. Kurz vor Kriegsende war er im Aufsichtsrat vom Tempelhofer Feld Aktiengesellschaft für Grundstücksverwertung.
Er war mit Laura (Laurita) von Bary (* 1880 in Antwerpen) verheiratet, Tochter des Unternehmers und Bankiers, Albert Heinrich von Bary (1847–1929) u. a. Generalvertreter der Norddeutschen Lloyd und Generalkonsul der Argentinischen Republik, und seiner zweiten Ehefrau Anna Merrill (1857–1931). Die erste Tochter von Laura und Adolf von Achenbach war Maimy, 1900 in Berlin geboren. Ihre zweitälteste Tochter Marina (* 1903) heiratete 1933 den Diplomaten Richard Meyer, der auf seinem Wunsch hin fortan den Nachnamen Meyer von Achenbach trug. Nach Ende des Zweiten Weltkriegs übersiedelte Achenbach 1945 nach Saltsjöbaden (einem Vorort von Stockholm) in Schweden, wohin die Tochter und der jüdische Schwiegersohn mit ihren Kindern bereits 1939 emigriert waren. Dort lebte Adolf von Achenbach bis zu seinem Tode.

## Ehrungen
- Landwehrdienstauszeichnung II. Klasse (1907)
- Roter Adlerorden IV. Klasse (1910)
- Landwehrdienstauszeichnung I. Klasse (1913)
- Eine neue Erschließungsstraße im Bereich Amtsfeld der Stadt Cöpenick erhielt den offiziellen Namen Achenbachstraße (1914)[7] „aus Anlass der Errichtung des Kreiskrankenhauses Cöpenick“. Im Jahr 1973 wurde sie in Salvador-Allende-Straße umbenannt.
- Eisernes Kreuz am weißen Bande II. Klasse (1916)
- Königlicher Kronen-Orden (Preußen) III. Klasse (1918)
- Verdienstkreuz für Kriegshilfe (Preußen) (1918)
- Als Landrat v. Achenbach nach 24 Dienstjahren am 30. September 1931 ausschied, erhielt das Krankenhaus in Königs Wusterhausen seinen Namen.

## Werke
- Unser Kaiser: Fünfundzwanzig Jahre der Regierung Kaiser Wilhelm II.: 1888–1913. Deutsches Verlagshaus Bong, Berlin 1913.
- Das Krankenhauswesen in den Landkreisen. In: Die deutschen Landkreise. Bd. I. Berlin 1926.
- Der Teltow-Kanal und seine Einrichtungen. In: Die deutschen Landkreise. Bd. I. Berlin 1926.
- Erinnerungen des Landrates von Achenbach. In: Teltower Kreiskalender. Jg. 29, 1932.